# Miersia tenuiseta
Miersia tenuiseta är en amaryllisväxtart som beskrevs av Pierfelice Ravenna. Miersia tenuiseta ingår i släktet Miersia och familjen amaryllisväxter. Inga underarter finns listade i Catalogue of Life.